# الرابطة الجزائرية المحترفة الثانية 2002–03
الرابطة الجزائرية المحترفة الثانية لكرة القدم 2002-2003 هو موسم من الرابطة الجزائرية المحترفة الثانية لكرة القدم. فاز فيه نادي مولودية الجزائر.